# Mellersta hamnen
Mellersta hamnen (vertaling: 'Middelste haven') is een deelgebied (Delområde) in het stadsdeel Centrum van de Zweedse stad Malmö. In 2013 woonden er 13 inwoners. Dit gebied bestaat uit industrie en de magazijnen. Grote gebieden worden gebruikt voor het parkeren van geïmporteerde auto's. CMP heeft zijn kantoren in deze wijk.